# Thymelicus sylvestris
La dorada línea larga (Thymelicus sylvestris) es una pequeña mariposa naranja de la familia Hesperiidae que habita bancales con hierbas y prados. Fue descrita por Nikolaus Poda von Neuhaus en 1761 como Papilio sylvestris.
Otras especies parecidas con las que se puede confundir son: T. acteon y T. lineola.

## Descripción
Son pequeñas, de 2,5 a 3 cm de envergadura, alas anteriores entre 13 y 15 mm, más grandes las hembras que los machos, en los que la parte inferior de la maza de las antenas es de color naranja. En ambos sexos el anverso de las alas es de color naranja, con las venas resaltadas en negro, con una línea oscurecida marginal y fimbrias blanquecinas a continuación. La zona basal de ambas alas y la costa y dorso de las posteriores también aparecen oscurecidas. Los machos poseen una línea negra androconial desde V1 a V3 en las alas anteriores.

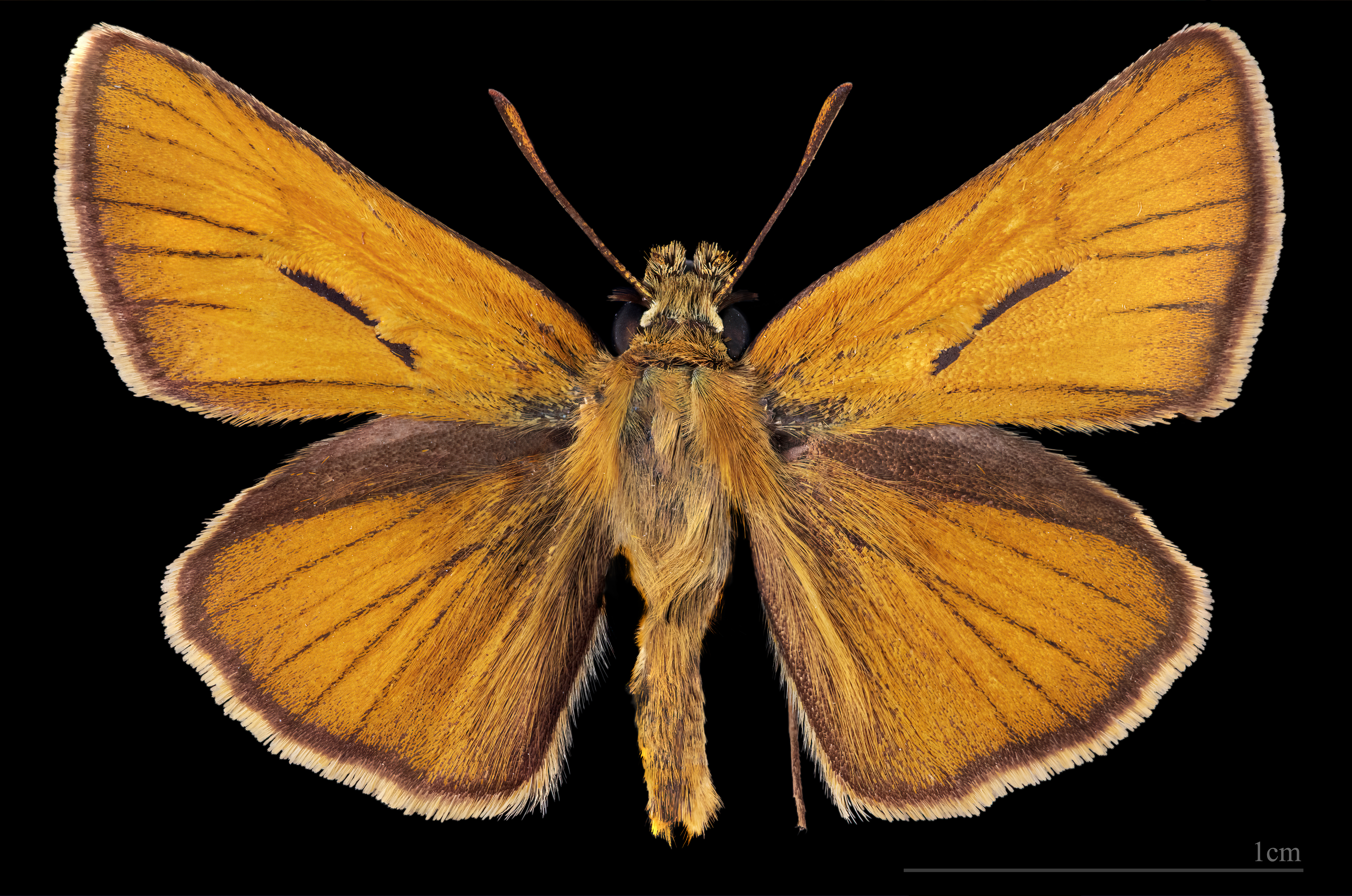
Thymelicus sylvestris ♂
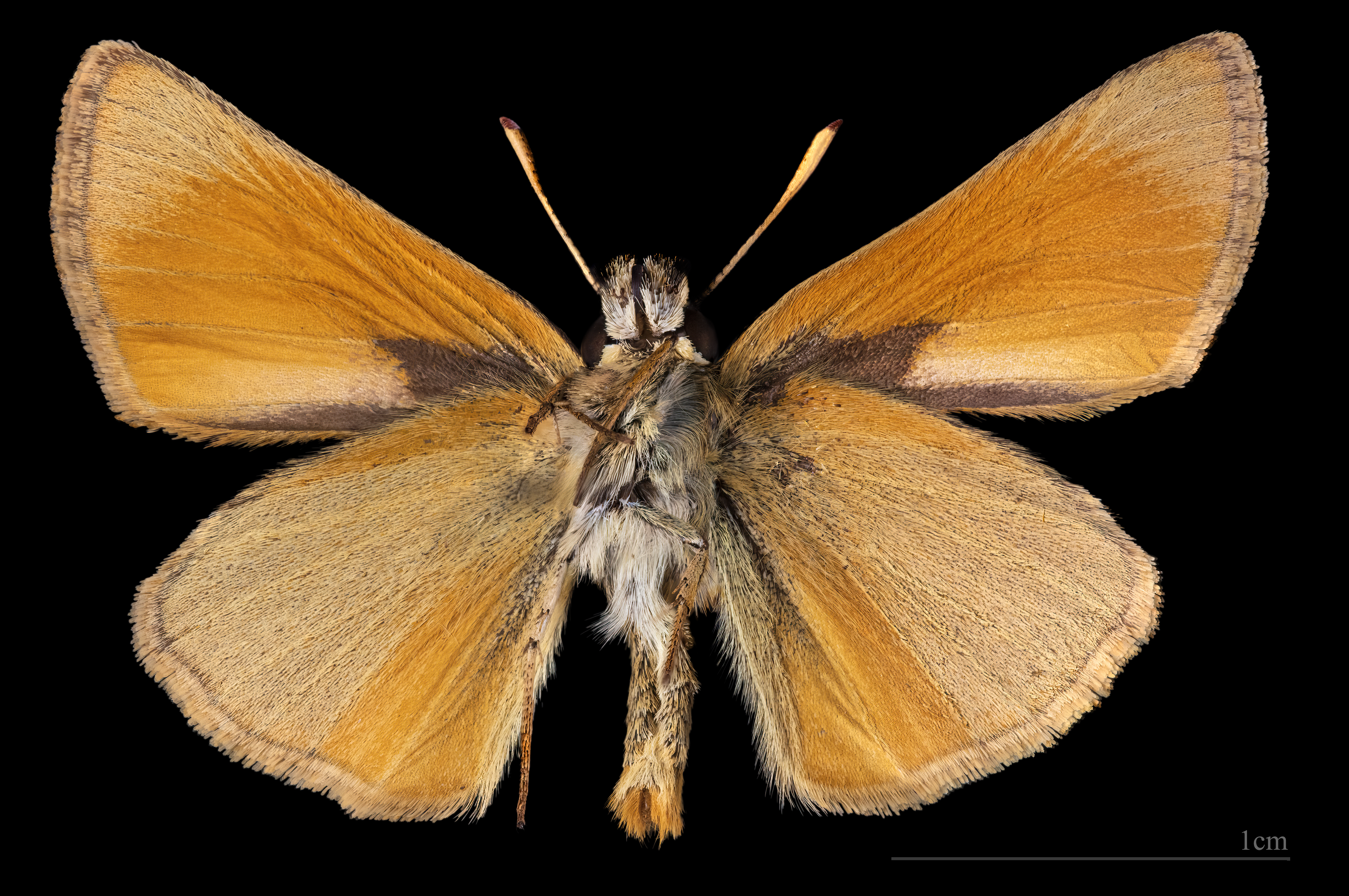
♂ △

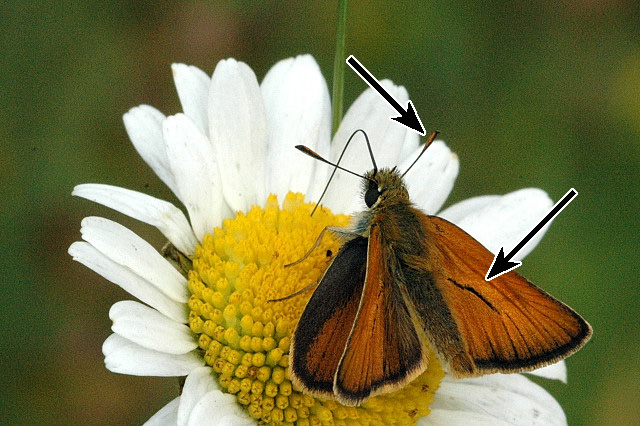
Macho de Thymelicus sylvestris. Las flechas muestran la mancha androconial a la que se refiere el nombre vulgar y el color naranja en la parte inferior de las mazas de las antenas.

El reverso en ambos sexos es más amarillento, con el ápice de ambas alas de color gris verdoso —más extendido en las posteriores—, las zonas basales oscurecidas y una mancha oscura en el espacio E1a.
Como el resto de especies de su familia las orugas son fusiformes. Los imagos presentan sus cabezas más anchas que el tórax, ojos grandes que sobresalen y muy separados y palpos y antenas cortas muy separadas en la base. Las patas son fuertes, cortas y espinosas y las alas estrechas y cortas que les permita volar de manera caótica y rápida.

## Ciclo biológico
Es una especie univoltina. Las hembras ponen grupos de huevos de 5 a 15 sobre gramíneas. A finales del verano las orugas eclosionan y devoran la envoltura que las protegía, forman un capullo protector enrollando una hoja de la planta y de esa forma superan la diapausa invernal. A finales del invierno las orugan se reactivan alimentándose de plantas de los géneros Aira, Piptatherum, Holcus, Phleum, Brachypodium, Deschampsia y Oryzopsis durante casi dos meses. Mientras se alimentan permanecen ocultas enrollando las hojas de las gramíneas. Completado el periodo de alimentación forman un capullo de seda y fragmentos de la hoja hospedadora que protege a la crisálida y lo fijan al tallo de su planta nutricia de donde saldrá la mariposa a finales de la primavera. Los imagos vuelan hasta mediados de verano y son especialmente atraídos por las flores violetas, como las de los cardos y tréboles.

## Distribución y hábitat
Es una especia abundante que puede ser vista en caminos, claros de bosque, prados, monte bajo y bancales floridos hasta los 1800 m de altitud o más.
Desde Marruecos y la península ibérica hasta Irán. En Europa se distribuye hasta Dinamarca, faltando del norte de las islas británicas y de la mayoría de las islas mediterráneas. Aparece en Marruecos y Argelia, pero no en Túnez.

## Sinonimia
- Papilio sylvestris Poda, 1761
- Papilio flava Brünnich, 1763
- Papilio flava (Pontoppidan, 1763)
- Hesperia thaumas Hufnagel, 1766
- Papilio linea Denis & Schiffermüller, 1775
- Papilio flavus Müller, 1776
- Thymelicus flavus (Brünnich, 1763)[2]